# ガイウス・フリウス・サビニウス・アクイラ・ティメシテウス
ガイウス・フリウス・サビニウス・アクイラ・ティメシテウス（ラテン語: Gaius Furius Sabinius Aquila Timesitheus, ？ - 243年）は、軍人皇帝時代のローマ帝国皇帝ゴルディアヌス3世の側近。

## 略歴
ティメシテウスの出生地や前半生ははっきりとしない。ただ、キャリアのスタートはセウェルス朝の皇帝ヘリオガバルスの治世下であり、特に財務面での手腕を見込まれて、帝国各地の属州へと赴任した。具体的にはヒスパニアに始まり、アラビア・ペトラエア、シリア属州、パレスティナ、ビテュニア、ポントス、パフラゴニア 、ゲルマニア・インフェリオル、ガリア・ベルギカ、ガリア・アクィタニア、ガリア・ルグドゥネンシスとなる。
238年にローマ皇帝となったゴルディアヌス3世は、241年にティメシテウスをプラエフェクトゥス・プラエトリオ（近衛長官）に任命した。ティメシテウスは今までの軍官僚としての経験を活かして、ゴルディアヌスの治世を支えた。ゴルディアヌスと母アントニアもティメシテウスを信頼して、ゴルディアヌスの妻としてティメシテウスの娘フリア (Furia Sabinia Tranquillina) を迎え入れた。これによりティメシテウスは皇帝の外戚という立場を得ることとなった。
ティメシテウスは不安定であったアフリカ地区のリメスを安定させた後、ローマの東方属州を盛んに侵犯していたサーサーン朝（ペルシア）のシャープール1世に対する戦争をゴルディアヌスを伴って開始させた。ティメシテウスが率いるローマ軍はニシビス（現：ヌサイビン）やカルラエ（現：ハッラーン）を制圧。243年にはレサエナの戦いで勝利を収めて、ペルシアをローマ領から駆逐した。さらに軍を進めようとした矢先、ティメシテウスは病に罹って急死した。
なお、ティメシテウスの後任にはピリップス・アラブスが就いて、ペルシアとの戦争は続行された。ペルシア側の資料では、ローマ軍はペルシアに敗北してゴルディアヌスは戦死したとされる。ローマ側の資料はユーフラテス川上流で死去したとされる。いずれにせよ、ティメシテウスの死から1年後の244年にゴルディアヌスに代わってピリップスがローマ皇帝に就任することとなった。